# Pat Moylan (homme politique)
Pat Moylan, né le 12 septembre 1946 à Banagher dans le comté d'Offaly, est une personnalité politique irlandaise, membre de Fianna Fáil et membre du Seanad Éireann (la chambre haute du parlement). 
Membre du Conseil du comté d'Offaly de 1975 à 2004, il est élu en 1997 au 21e Seanad pour le panel de l'agriculture. En 2002, il est nommé au 22e Seanad par le Taoiseach Bertie Ahern où il était porte-parole de Fianna Fáil pour le tourisme, le sport et les loisirs. Il est élu au 23ème Seanad par le panel de l'agriculture en 2007. Il est élu comme Cathaoirleach (président) du Seanad le 13 septembre 2007.
Né à Banagher, dans le comté d'Offaly, où il vit toujours, il est marié et père de trois fils et d'une fille.

### Sources
- (en) Cet article est partiellement ou en totalité issu de l’article de Wikipédia en anglais intitulé « Pat Moylan (politician) » (voir la liste des auteurs).